# Love Chaser
Love Chaser („Търсач на любов“ ) е сингъл от 1986 на шведската рок група „Юръп“. Пуснат е само в Япония като саундтрак на японския филм „Pride One“. Съдържа се в албума „The Final Countdown“. На задната страна се намира песента „Carrie“. През 1987 песента е преиздадена на задната страна на „Carrie“. При преиздаването песента има същия каталожен номер (VIPX-1849), както при първото пускане.
Песента е насписана от вокалиста Джоуи Темпест през 1985. Представена е за първи път същата година на турне в Швеция, преди тя да е записана и включена в албума „The Final Countdown“ през 1986.

## Състав
- Джоуи Темпест-вокал
- Джон Норъм-китара
- Джон Ливън-бас китара
- Мик Микели-клавир
- Иън Хогланд-барабани